# 인천 능인사 신중탱화
인천 능인사 신중탱화(仁川 能仁寺 神衆幀畵)는 인천광역시 중구 능인사에 있는 일제 강점기의 신중도이다. 2009년 3월 2일 인천광역시의 유형문화재 제61호로 지정되었다.

## 개요
인천광역시 중구 용동 능인사에 봉안된 일제 강점기 신중도로 2009년 3월 2일에 인천광역시 유형문화재 제61호로 지정되었다. 세로 108.5㎝, 가로 110㎝의 크기의 비단 바탕에 채색으로 불보살을 외호하는 신중들의 모임을 그린 것으로, 그림 아래 붉은 칸을 마련하고 먹으로 그림에 대한 기록을 적었다.

## 참고 문헌
- 인천 능인사 신중탱화 - 국가유산청 국가유산포털